# La Lisa
La Lisa es un municipio de la Provincia de La Habana, surgido a partir de la división político-administrativa realizada en el país en 1976. El municipio La Lisa en la anterior Provincia de Ciudad de La Habana se constituyó a partir de 1976 con la división política – administrativa del país, aprobada ese año. Está ubicado en la periferia oeste de la capital, limita al norte con el Municipio Playa, al este con Marianao, al sur- sureste con Boyeros y al oeste con el Municipio Bauta de la vecina provincia de Artemisa.
Desde su constitución y hasta hoy este municipio está integrado por: El Cano, Guatao, Arroyo Arenas, La Lisa y Punta Brava, junto a otros numerosos repartos, barrios o fincas. En su conformación actual presenta dos áreas bien diferenciadas, la zona noreste del municipio, del Quibú hasta Arroyo Arenas y desde la Autopista Nacional a calle 25 es una zona muy urbanizada, en la cual de forma consecutiva se enlazan los repartos con sus más antiguos núcleos de población: y la zona suroeste, con características suburbanas o semirrurales, que incluye el área de Cano- Valle Grande, La Concepción, parte de Arroyo Arenas, Guatao y Punta Brava.

## Contexto geográfico
Posee una configuración alargada y colinda con los municipios Playa, Marianao, Boyeros y la vecina provincia de Artemisa. Su extensión territorial es de 37,5 km².

## Demografía
Posee una población de 130.969 habitantes con una densidad poblacional de 3.492,5 habitantes por km². En este territorio de 37,5 kilómetros cuadrados se asienta una población de 123 152 habitantes, lo que lo ubica como uno de los menos poblados de la capital con bajos índices de densidad poblacional debido en lo fundamental a su carácter periférico y a la dispersión de sus asientos poblacionales originales, a lo que se suma el comportamiento de 1,05% en su tasa de crecimiento anual de población, indicador bajo en comparación con otros países en desarrollo. A estas características demográficas hay que añadir su condición histórico- geográfica de área de tránsito o conexión con la capital desde el occidente del país que le proporciona al municipio una elevada cifra de población flotante.

## Gobierno
El gobierno se ejerce a partir de la Asamblea Municipal del Poder Popular que es el órgano superior local del poder del Estado, y, en consecuencia, está investida de la más alta autoridad para el ejercicio de las funciones estatales en su demarcación.
La Dirección de la Asamblea Municipal del Poder Popular de La Lisa está conformada por:  Presidente, Vicepresidente, Secretario de la Asamblea, 7 Presidentes de Consejo Populares, 87 delegado y 6 Comisiones Permanentes de Trabajo.
Los delegados se agrupan en siete Consejos Populares, que son órganos del Poder Popular, local, de carácter representativo: Alturas de La Lisa, Balcón Arimao, El Cano-Bello 26-Valle Grande-Morao, Punta Brava, Arroyo Arenas, San Agustín y Versalles-Coronela. 
Todos los delegados, que son nominados por vecinos en asambleas de barrios, son elegidos por el voto directo y secreto de los electores; estos a su vez eligen al Presidente y Vicepresidente de la Asamblea Municipal.
Actualmente (julio 2022), ejercen: como presidente Yoamel Acosta Morales; como vicepresidente Milay Gallardo Díaz; y como secretario Jesús Gutiérrez Vélez.
A su vez, se integra además el Consejo de la Administración Municipal (CAM) que es designado por la Asamblea Municipal del Poder Popular a la que se le subordina y rinde cuenta. El Consejo de la Administración Municipal es presidido por el Intendente Municipal, tiene carácter colegiado, desempeña funciones ejecutivo-administrativas y dirige la Administración Municipal. El CAM se integra por el Intendente Municipal, los Viceintendentes, el Secretario y otros miembros no profesionales que, a propuesta del Intendente Municipal, son designados por la Asamblea Municipal del Poder Popular. El número total de los integrantes del Consejo de la Administración Municipal es de hasta 21 miembros.

## Historia
Es importante dejar establecido que no está probada la presencia aborigen en este territorio, y aún si analizamos sus características geográficas: tierras fértiles, ríos, arroyos, etc. que pueden hacerla presumible, lo cierto es que no hay evidencias de que así fuera, lo que podría demostrar alguna investigación arqueológica posterior, en las zonas de mayor probabilidad. Hoy el único elemento que anuncia una posible presencia aborigen, se reduce a la toponimia de algunos lugares del área o sus alrededores: Mayanabo, Quibú, etc. La causa que propició el surgimiento de los primeros poblados del actual municipio La Lisa, fue el otorgamiento de mercedaciones de tierras en una amplia extensión de territorio que abarcaba desde las márgenes del río Quibú hasta las proximidades de Jaimanitas. La aparición de estas haciendas, vinculadas al desarrollo de la ganadería extensiva, fueron conformando una estructura agraria de grandes hatos y corrales. 
El Puente Arango o de La Lisa es una vía que propició el fomento de este territorio desde 1858. También resulta reconocido porque "significó una evolución positiva en el tránsito por la entonces calzada Real a Vueltabajo que comunicaba a La Habana con Guanajay."
En la República tenía su casa en esta zona el dictador Fulgencio Batista, la conocida Finca de Cuquines en la zona conocida como El Guatao actualmente Villa Libertad, reparto donde la mayoría de los residentes son trabajadores de la educación.
Otro de los sitios que existían en la época, fue el Colegio religioso Nuestra Señora de Lourdes de perteneciente a la congregación Hermanos La Salle. Este colegio se ubicaba donde hoy en día es el Preuniversitario Pedagógico Estrella Roja.
El símbolo que representa al municipio es un jarrón que alude a la artesanía originaria de estos lares y otras varias señales: El poblado de El Cano, el puente, la floresta, la moderna industria y el desarrollo científico, la propuesta de escudo municipal recoge las características emblemáticas de la localidad.
El patriota insigne de La Lisa es Elpidio Aguilar Rodríguez y Arístides Viera González (Mingolo). Otros patriotas representativos son 
- Quintín Banderas Betancourt
- Clara Rivero López (Guerras de independencia y República neocolonial)
- Juan Manuel Márquez
- Antonio López Fernández (Ñico)
- Pedro Véliz Hernández
- Roberto Negrín González
- Pedro Gutiérrez Hernández (Lucha insurreccional 1952 – 1958)
- Pedro Fonseca Álvarez (Playa Girón)
- Cristóbal Labra Pérez (Revolución triunfante)
- Ernesto Dima (internacionalista)

## Economía
Entre las primeras industrias de importancia que se crearon a comienzos de la Revolución una de ellas fue el Combinado del Vidrio “Amistad Cubano Húngara”, Otras empresas e industrias destacadas del territorio son: Fábrica de papel de techo, reconstructora de ómnibus IKARUS y NISSAN, AVIAIMPORT (Aseguramiento de Cubana de Aviación), los Talleres al Servicio de la Industria Azucarera, planta de sueros y hemoderivados, Constructora de Camiones “Narciso López Roselló”, MEDSOL (producción de medicamentos sólidos), AICA (producción de medicamentos: ámpulas inyectables, colirios y aereosoles), Planta de oxígeno, el Centro de Histoterapia Placentaria (producción de medicamentos derivados de la placenta).

## Salud y Ciencia
En La Lisa encontramos 5 Policlínicos, 6 Clínicas Etomatológicas, 3 Hogares Maternos, un Hogar de Ancianos “Lazo Vega", una Clínica de Medicina Natural y Tradicional, un Centro Psicopedagógico, un Centro Comunitario de Salud Mental, una Casa de Abuelos, un Banco de Sangre, 20 Farmacias, 3 Ópticas. Además posee 52 círculos de abuelos.
Dentro del municipio se encuentra uno de instituciones más prestigiosas del país y del mundo: el Complejo Científico Ortopédico Internacional “Frank País”, que se destaca por sus novedosos adelantos médicos y científicos en esta especialidad, así como sus innovaciones en la industria médica, realizada y desarrollada por científicos cubanos, entre ellos el Dr. Rodrigo Álvarez Cambra. 
El Instituto de Medicina Tropical “Pedro Kourí” (IPK), también es un centro de gran prestigio nacional e internacional en temas de enfermedades exóticas. Ha desarrollado diferentes diagnósticos de enfermedades, como el dengue, el VIH/ sida y otras de origen viral. 
El “Instituto Finlay”, es un importante Centro de Investigación de Sueros y Vacunas, fue la institución que desarrolló la primera vacuna efectiva contra la meningitis causada por el meningococo B, por lo cual ha recibido diferentes reconocimientos internacionales.

## Educación
La Lisa posee 20 jardines o círculos infantiles, 26 escuelas primarias, 13 escuelas secundarias, seis Centros Especiales, una escuela de idiomas y tres Institutos Politécnicos: de la Construcción "Olo Pantoja", el Instituto Pedagógico Preuniversitario "Estrella Roja"( actualmente no existe ) y "Ejército Rebelde" en la especialidad de Alimentos. Además consta con dos Preuniversitarios "Manuel Permuy" Y "Presencia de Celia" . para un total de 76 centros educativos

## Deportes
Este municipio tiene 15 instalaciones deportivas, entre ellas: un gimnasio de Cultura Física, dos terrenos de fútbol, dos terrenos de pelota, un microgimnasio, dos áreas terapéuticas, etc. Además radica en el territorio la Academia Provincial de Tiro “Raúl Podio”.

## Cultura
Dentro del municipio se encuentran cuatro Casas de la Cultura, Museo Municipal de La Lisa y el Centro de Promoción Cultural “Ñico López” donde radica también el Consejo Municipal del Libro y la Literatura y el Proyecto de Creación Literaria. Además cuenta con la Biblioteca Pública Municipal “Ñico López” , Galería de Arte “Domingo Ravenet”, tres cines, cuatro salas de vídeo y cuatro centros nocturnos.
Hasta agosto de 2010 se encontraba en La Lisa el Museo del aire, donde se mostraba gran parte de la historia de la Fuerza Aérea de Cuba. La colección se trasladó a la base aérea de San Antonio de los Baños.

## Hermanamientos
- Albacete (España)
- Láncara (España)[5]
- Mislata-Valencia (España)